# Adam Strachan
Adam Strachan  (* 24. Februar 1987 in Edinburgh; † 9. Juli 2022) war ein schottischer Fußballspieler.

## Sportlicher Werdegang
Strachan begann seine Karriere bei Partick Thistle, wo er sein Debüt in der Scottish Premier League im Jahr 2004 feierte. Im Januar 2008 wechselte er zu Ross County, in den folgenden Jahren spielte er als Wandervogel auch für den FC Dumbarton, Albion Rovers, den FC Clyde, den FC Arbroath und den FC Clydebank auf verschiedenen Ebenen des schottischen Profifußballs. Ab 2013 ließ er bei Irvine Meadow, Glenafton Athletic, East Kilbride und BSC Glasgow im Amateurbereich seine Karriere ausklingen. Parallel zu seiner Zeit im Amateurbereich arbeitete Strachan im Jugendbereich und gründete auch eine Fußballschule, um junge Spieler zu fördern. Infolge einer Verletzung beendete er 2018 seine aktive Sportlerkarriere.